# Osteodiscus cascadiae
Osteodiscus cascadiae är en fiskart som beskrevs av Stein, 1978. Osteodiscus cascadiae ingår i släktet Osteodiscus och familjen Liparidae. Inga underarter finns listade i Catalogue of Life.